# Westerwoldse Aa
Pour les articles homonymes, voir Aa.

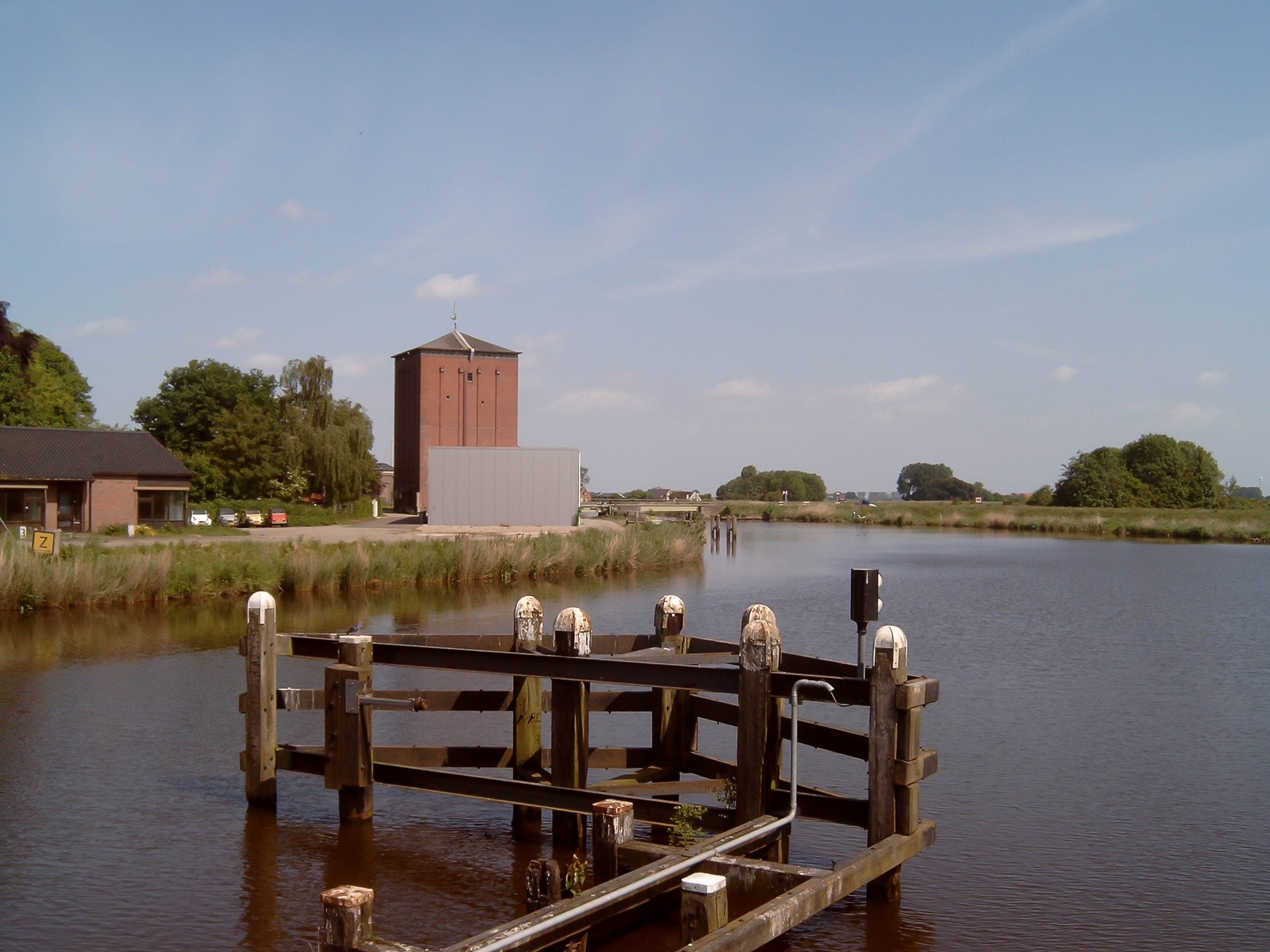
la Westerwoldse Aa près Nieuweschans

Le Westerwoldse Aa (en bas-saxon Westerwoldse Oa) est une vieille rivière néerlandaise du nord-est de la province de Groningue.
La rivière naît du confluent des Ruiten-Aa et Mussel-Aa près du village de Wessinghuizen. La rivière coule vers le nord, et se jette dans la baie du Dollard (qui forme l'embouchure de l'Ems), près de Nieuwe Statenzijl. La partie septentrionale du cours constitue la frontière entre l'Allemagne et les Pays-Bas. La vallée du Westerwoldse Aa, avec celle du Ruiten-Aa est très large ; elle forme le lit historique de l'Ems.
Au Moyen Âge, le cours inférieur de la rivière s'appelait Reider Ee. Ce Reider Ee, affluent direct de l'Ems, était situé dans le Reiderland et traversait l'actuel Dollard.

## Source
Cet article a été créé sur la base de (nl) Westerwoldse Aa et (nds-NL) Westerwoldse Oa.